# NGC 3493
NGC 3493 is een balkspiraalstelsel in het sterrenbeeld Kleine Leeuw. Het hemelobject werd op 24 december 1827 ontdekt door de Britse astronoom John Herschel.

## Synoniemen
- UGC 6099
- MCG 5-26-36
- ZWG 155.44
- IRAS 10587+2759
- PGC 33249